# Кришпин-Киршенштейн, Мартин Михаил
Мартин Михаил Кришпин-Киршенштейн (ум. 20 августа 1700) — государственный деятель Великого княжества Литовского, тиун виленский (с 1673), подстолий великий литовский (1687—1689), подчаший великий литовский (1689—1697), каштелян трокский (1697—1700), полковник (1667). Староста плунгенский и оршанский (1676—1699).

## Биография
Представитель шляхетского рода Кришпин-Киршенштейн герба «Крыжпин». Сын подскарбия великого литовского Иеронима Кришпин-Киршенштейна и Анны Млоцкой.
Учился в Падуанской университете. Служил в армии ВКЛ. В 1673 году получил первую должность тиуна виленского. С 1687 года — подстолий великий литовский, с 1689 года — подчаший великий литовский, в 1697-1700 годах каштелян трокский.
Избирался послом (депутатом) на сеймы в 1667, 1692 и 1696 годах. Принадлежал к королевской партии, выступал против группировки Сапег.

## Семья и дети
Жена — Яна Володкович, дочь воеводы новогрудского Кшиштофа Володковича. Их дети:
- Казимир Франтишек Кришпин-Киршенштейн
- Ежи Иероним Кришпин-Киршенштейн
- Катаржина Александра Кришпин-Киршенштейн, муж — подконюший великий литовский Ян Казимир Бяганский